# Gyptis comata
Gyptis comata är en ringmaskart som först beskrevs av Ehlers 1913. Gyptis comata ingår i släktet Gyptis, och familjen Hesionidae. Inga underarter finns listade i Catalogue of Life.